# Скальська Уляна Любомирівна
Уляна Любомирівна Скальська (до шлюбу Головацька; 1 січня 1931, с. Романівка, нині Тернопільська область — 31 жовтня 2020, м. Івано-Франківськ) — український науковець у галузі хімії, громадсько-культурна діячка. Кандидат хімічних наук (1970). Член Національної спілки краєзнавців України (1995), Наукового товариства імені Шевченка (1999), Національної спілки журналістів України (2005). Внучата племінниця Богдана Лепкого.

## Життєпис
Уляна Скальська народилася 1 січня 1931 року в селі Романівці, нині Байковецької громади Тернопільського району Тернопільської области України. Батьки її назвали Уляною на честь української письменниці Уляни Кравченко.
1953 року закінчила хімічний факультет Львівського університету (завдяки Петрові Крип'якевичу отримала добрий вишкіл у науковому студентському товаристві). Протягом 38 років працювала на керівних посадах нафтогазовидобувної промисловості Прикарпаття. 1969 року створила та очолила лабораторію, в якій розробила рецептури нових типів бурових промивних рідин для розкриття пласта.

### Громадська діяльність
Проживала в м. Івано-Франківську. 1989 року стала співзасновницею асоціації «Зелений Світ»; активістка Культурно-наукового товариства «Рух», Товариства української мови ім. Т. Шевченка. 1990 року учасниця відновлення діяльності жіночої організації «Союз українок», в якій вона 1-й і почесний голова; організувала хор «Берегиня»; 1991 року обрана депутатом Івано-Франківської міської ради, організатор і заступник голови Асоціації колишніх станиславівських гімназистів; 1992 року співініціювала відкриття 1-ї української гімназії; член обласного правління і Ради, співзасновник та почесний член міського товариства «Просвіта»; співзасновник обласного осередку НТШ та інших.
1992 року організувала та очолила Клуб української інтелігенції ім. Богдана Лепкого. 2000 року організувала видавничу групу «Грань», де була відповідальним редактором, упорядкувала 30 видань, до яких написала передмови (серед них — «Казка мойого життя» Богдана Лепкого, наклад 5 000 прим.; збірка поезій «Книжка горя» Марка Мурави, збірка «Співомовки про різні етноси в Україні» Степана Руданського, диптих «Шевченкіана Богдана Лепкого» і «Франкіана Богдана Лепкого», ювілейний збірник «Українська поетична Мазепіана», Антологія газетно-журнальних публікацій про Б. Лепкого «Прикарпатська Лепкіана» та інші).
Сприяла встановленню меморіальних таблиць Богданові Лепкому в Івано-Франківську, м. Яремча, с. Розтоках Косівського району (обидва — Івано-Франківська областю), Миколі Лепкому — в Івано-Франківську.
Померла 31 жовтня 2020 року в Івано-Франківську. Похована в родинному гробівці на міському цвинтарі в с. Чукалівці.

## Доробок
Автор понад 70 наукових праць, монографії, винаходів, більше 300 публікацій в пресі та виступів по радіо на літературно-мистецькі теми.

## Нагороди
- орден княгині Ольги III ступеня (5 березня 2009) — за вагомий особистий внесок у соціально-економічний і культурний розвиток України, активну громадську діяльність, багаторічну сумлінну працю та з нагоди Міжнародного жіночого дня 8 Березня[6];
- ювілейна медаль «20 років незалежності України» (19 серпня 2011) — за значний особистий внесок у соціально-економічний, науково-технічний та культурно-освітній розвиток Української держави, вагомі трудові здобутки та багаторічну сумлінну працю[7];
- Всеукраїнська літературно-мистецька премія імені Братів Богдана та Левка Лепких (2003) — за велику подвижницьку працю в справі повернення Прикарпаттю імені та творчості братів Лепких і їхнього батька Сильвестра[8].
- Івано-Франківська обласна премія імені Марійки Підгірянки[2].
- медаль «Будівничий України» Всеукраїнського товариства «Просвіта»[3],
- медаль «За заслуги перед Прикарпаттям»[3].

## Вшанування пам'яті
28 грудня 2021 року в Івано-Франківську відкрито анотаційну дошку Уляні Скальській.